# Parc national de Jökulsárgljúfur
Pour l’article homonyme, voir Jökulsárgljúfur.
Le parc national de Jökulsárgljúfur, en islandais Þjóðgarður Jökulsárgljúfur, est un ancien parc national situé dans le nord de l'Islande, au bord du fleuve Jökulsá á Fjöllum, entre le site d'Ásbyrgi au nord et la chute Dettifoss au sud. Il a fusionné depuis le 7 juin 2008 dans le nouveau parc national du Vatnajökull avec le parc national de Skaftafell et l'essentiel du glacier Vatnajökull auparavant non compris dans un parc national.
Le fleuve se jette successivement dans les chutes Selfoss, Dettifoss et Hafragilsfoss, et passe par la gorge de Jökulsárgljúfur. Cette gorge, lieu du parc national de Jökulsárgljúfur, a été formée par un événement rare dans l'histoire de la Terre : l'éruption d'un volcan directement au-dessous d'un fleuve. Une explosion énorme déchire alors les montagnes des environs, formant des structures chaotiques caractéristiques. Pendant les siècles suivants, le fleuve engrava son lit dans ce paysage tourmenté.
Le parc national attire les touristes par ce paysage fascinant et ses montagnes colorées. La plus belle montagne est Rauðhólar (« collines rouges »), dont la couleur est due à la présence d'oxydes de fer.

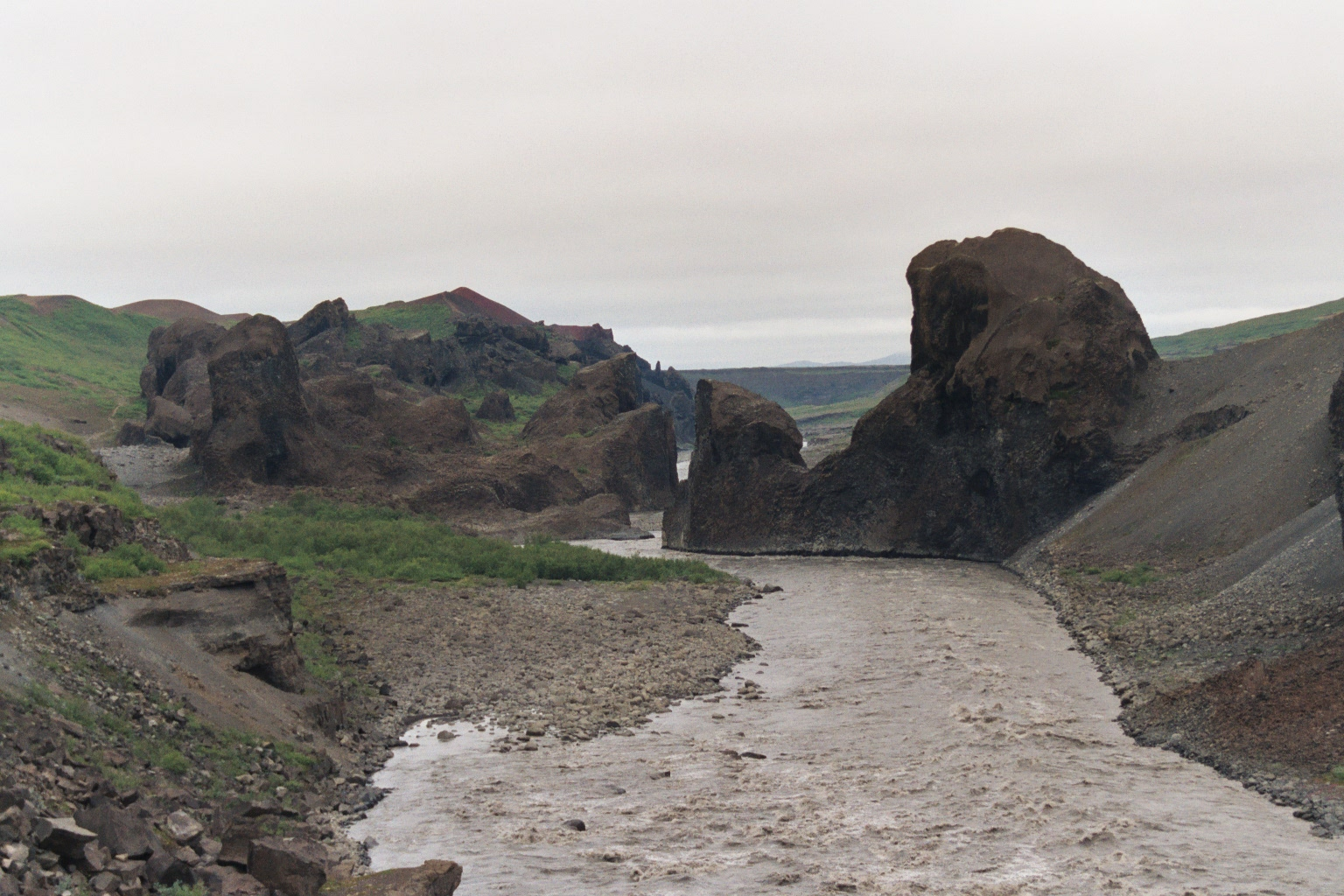
Le paysage chaotique de la région du Rauðhólar
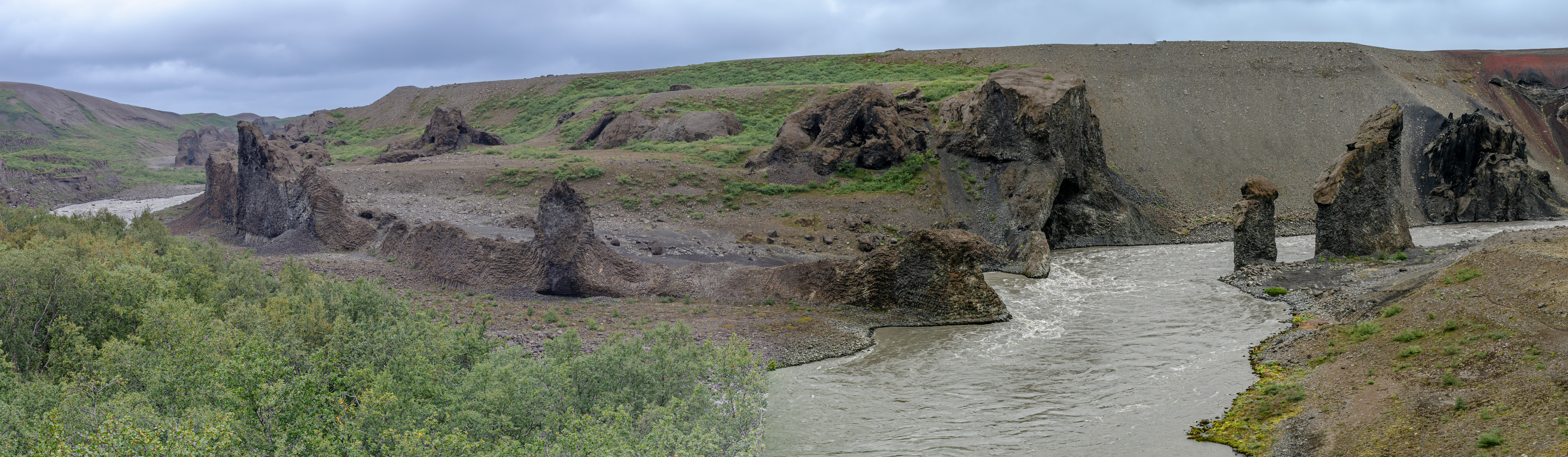
Vesturdalur. À droite: Karl og Kerling (Homme et femme)
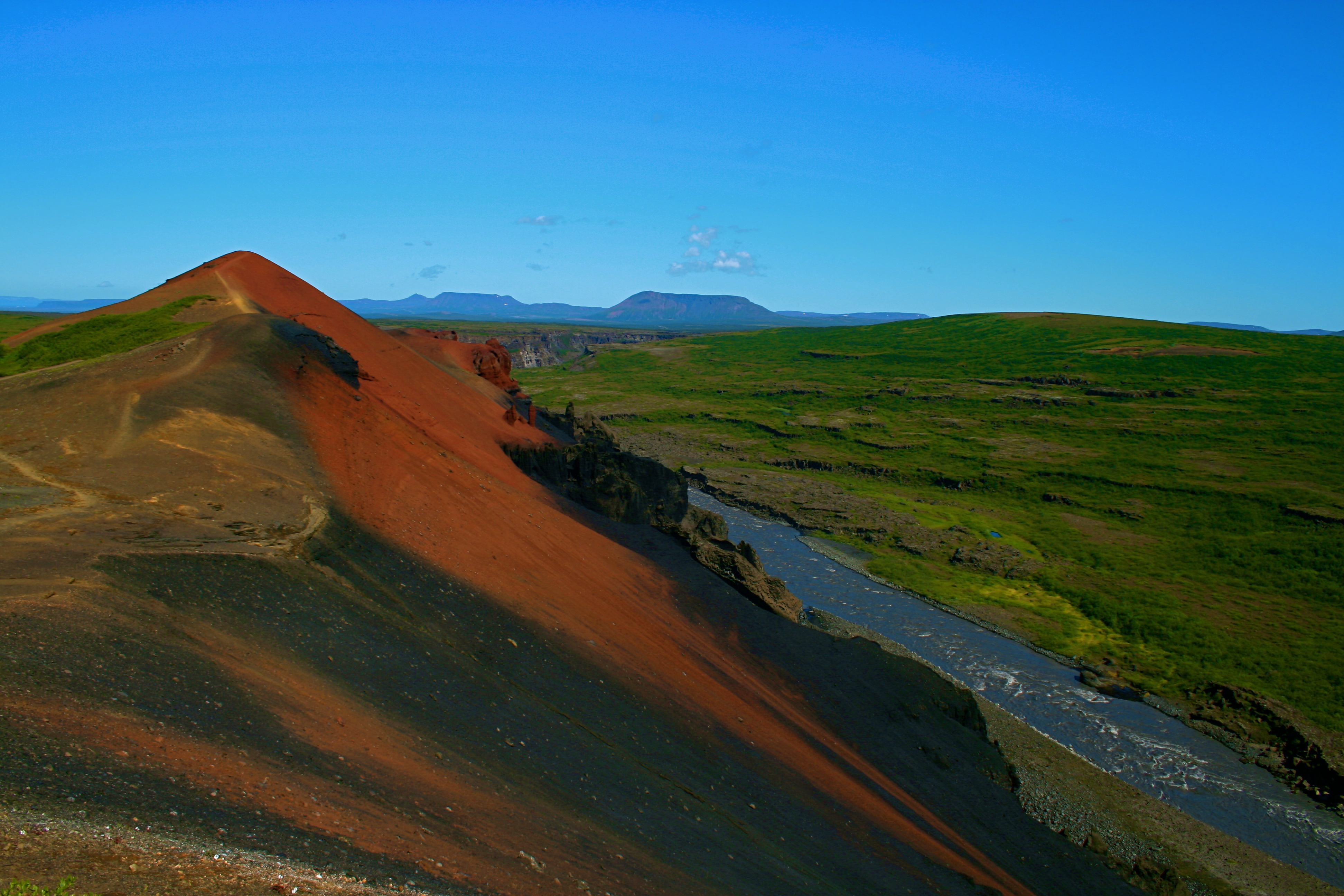
Rauðhólar
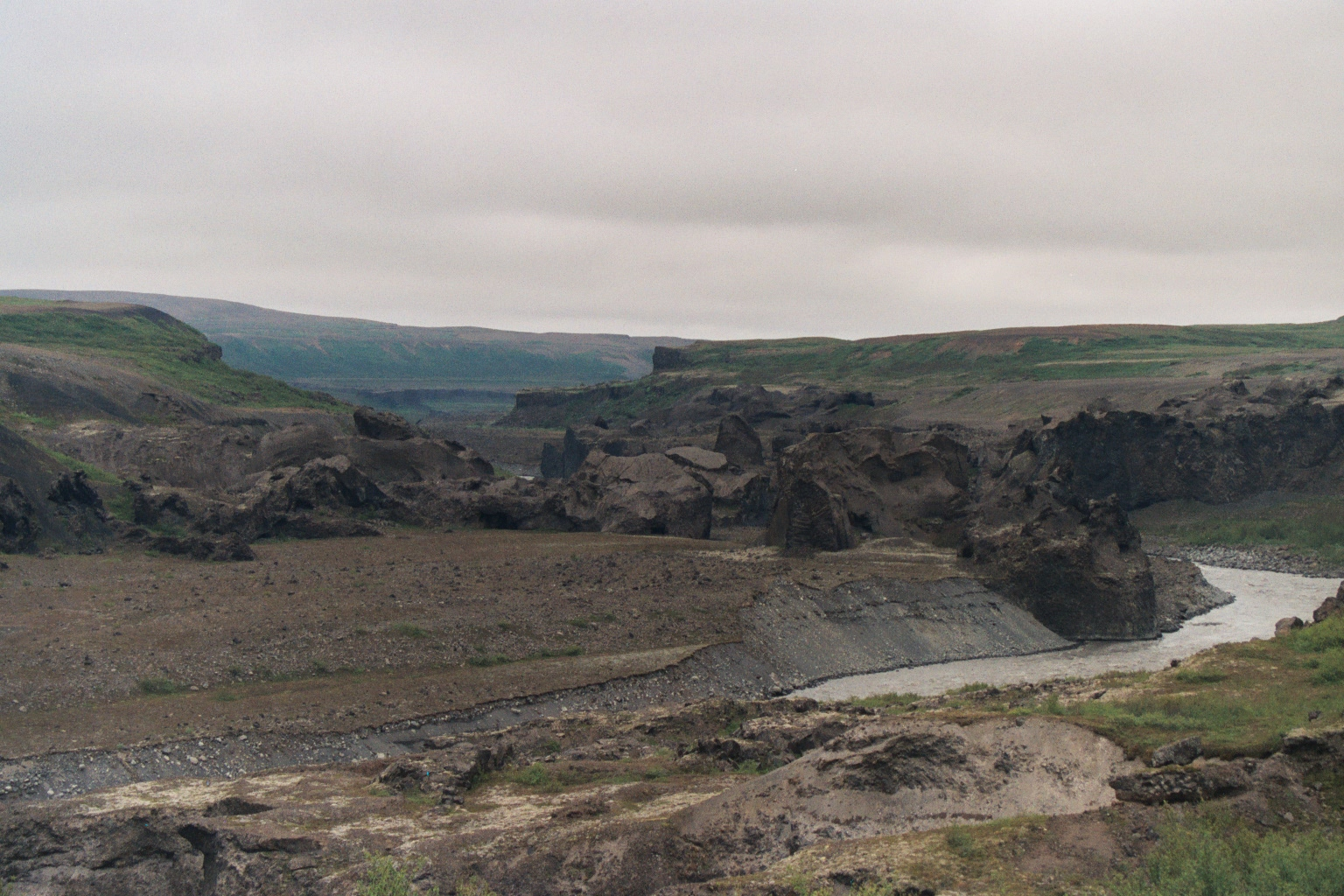
Le paysage chaotique de la région du Rauðhólar